# Vincent Lukáč
Vincent Lukáč (* 14. února 1954 Košice) je bývalý československý hokejový útočník a slovenský hokejový trenér.
Byl hráčem VSŽ Košice, Dukly Jihlava, SC Rosenheim, WEV Vídeň, Kirklady (Skotsko), Streethamu Londýn a Glen Rothers Glasgow. V československé federální lize odehrál 518 zápasů, ve kterých střelil 393 gólů. Je na 8. místě Klubu hokejových střelců deníku Sport. Dvakrát byl nejlepším střelcem sezóny. I když jej v roce 1985 draftoval v 10. kole Quebec Nordiques, v NHL si nikdy nezahrál.
V 146 reprezentačních zápasech vsítil 70 gólů. Startoval na ZOH 1980 (5. místo) a 1984 (stříbrná medaile). Je mistrem světa z let 1977 a 1985 a držitelem stříbrných medailí z MS 1982 a 1983. V roce 2000 působil jako trenér národního mužstva Jihoafrické republiky.
Bydlí v Košicích, je tchánem hokejisty Jiřího Bicka. V roce 2004 byl uveden do Síně slávy slovenského hokeje a v roce 2010 do Síně slávy českého hokeje.

## Statistiky reprezentace
| Turnaj             | Místo konání                                     | Z  | G  | A  | B  | Umístění         | Soupisky          |
| ------------------ | ------------------------------------------------ | -- | -- | -- | -- | ---------------- | ----------------- |
| MS 1977            | Rakousko (Vídeň)                                 | 7  | 0  | 1  | 1  | Zlatá medaile    | Soupiska MS 1977  |
| ZOH 1980           | USA (Lake Placid)                                | 6  | 2  | 7  | 9  | 5. místo         | Soupiska ZOH 1980 |
| MS 1982            | Finsko (Tampere a Helsinky)                      | 10 | 5  | 3  | 8  | Stříbrná medaile | Soupiska MS 1982  |
| MS 1983            | Západní Německo (Mnichov, Dortmund a Düsseldorf) | 10 | 5  | 1  | 6  | Stříbrná medaile | Soupiska MS 1983  |
| ZOH 1984           | Jugoslávie (Sarajevo)                            | 7  | 4  | 3  | 7  | Stříbrná medaile | Soupiska ZOH 1984 |
| KP 1984            | Severní Amerika                                  | 5  | 2  | 1  | 3  | 5. místo v ZČ    | Soupiska KP 1984  |
| MS 1985            | Československo (Praha)                           | 8  | 3  | 4  | 7  | Zlatá medaile    | Soupiska MS 1985  |
| Celkem na MS (4x)  |                                                  | 35 | 13 | 9  | 22 |                  |                   |
| Celkem na ZOH (2x) |                                                  | 13 | 6  | 10 | 16 |                  |                   |

## Ocenění
- člen Klubu hokejových střelců deníku Sport
- člen Síně slávy českého hokeje (2010)
- člen Síně slávy slovenského hokeje (2004)